# The Big Picture (film)
Pour les articles homonymes, voir The Big Picture.
Pour plus de détails, voir Fiche technique et Distribution.
The Big Picture est un film américain réalisé en 1989 par Christopher Guest.

## Synopsis
Le jeune réalisateur Nick Chapman pense que sa carrière est lancée après la récompense qu'il reçoit pour un petit film, mais découvre qu'Hollywood n'est pas aussi facile à atteindre. Nick trouve le "processus" des studios hollywoodiens détestable et est contraint de faire de nombreux compromis créatifs, comme l'ajout d'une bande sonore de musique pop et le vieillissement des personnages d'âge moyen jusqu'à ce qu'ils aient l'âge d'aller à l'université. Il conclut un accord et utilise son nouvel argent et sa célébrité pour louer une voiture de sport tape-à-l'œil et se faire de nouveaux amis à Hollywood. Nick annule un déjeuner avec Emmet (Michael McKean), son ami de l'école de cinéma, et prend ses distances avec sa petite amie, Susan (Emily Longstreth).
Un nouveau directeur de studio décide d'annuler son projet de film et Nick se retrouve dans l'embarras. Incapable de conclure de nouveaux contrats, Nick, qui a fait des études, en est réduit à occuper des emplois non qualifiés tels que déménageur, télévendeur et livreur de messages. Sa vie est reconstituée sous forme de films.
Nick retrouve Lydia (Jennifer Jason Leigh), une camarade de classe de l'école de cinéma, et fait la connaissance de ses voisins, un groupe de rock en herbe à la recherche d'un réalisateur pour leur clip vidéo. Nick se porte volontaire pour tourner le clip, qui connaît un succès inattendu dans les charts. L'agent de Nick est inondé d'appels intéressés et les directeurs de studios lui envoient des scénarios de films et de séries télévisées. Nick, humilié et repentant, retrouve Susan. Il commence à tourner son film comme prévu, dans un chalet d'hiver avec des acteurs d'âge moyen, avec Emmet, Susan et ses parents à ses côtés.

## Fiche technique
- Titre : The Big Picture
- Réalisation : Christopher Guest
- Scénario : Christopher Guest, Michael Varhol et Michael McKean
- Production : Michael Varhol et Richard Gilbert Abramson
- Genre : Comédie
- Pays de production :  États-Unis
- Durée : 100 minutes
- Dates de sortie : États-Unis : 15 septembre 1989

## Distribution
- Kevin Bacon : Nick Chapman
- Emily Longstreth : Susan Rawlings
- J. T. Walsh : Allen Habel
- Jennifer Jason Leigh : Lydia Johnson
- Michael McKean : Emmet Sumner
- Kim Miyori : Jenny Sumner
- Teri Hatcher : Gretchen
- Dan Schneider : Jonathan Tristan-Bennet
- Jason Gould : Carl Manknik
- Tracy Brooks Swope : Lori Pressman
- Don Franklin : Todd Marvin
- Gary Kroeger : Mark
- Fran Drescher : Polo Habel
- Martin Short : Neil Sussman (non crédité)